# The Black Album (álbum de Prince)
The Black Album, llamado también The Funk Bible, es el decimosexto álbum de estudio del artista estadounidense Prince, compuesto, grabado y producido por él mismo, y lanzado el 21 de noviembre de 1994 por Warner Records. El nombre del álbum se debe a su portada totalmente negra. El álbum fue completamente orientado hacia el funk, género del que Prince se había estado alejando desde 1982 para orientarse más hacia el pop y el rock, y con el cual pretendía recuperar a su audiencia de antaño.  
Las letras eran mucho más explícitas que su discografía previa, con temática abiertamente sexual. El álbum fue grabado entre 1986 y 1987, y estaba planeado para ser lanzado el 7 de diciembre de 1987, como la continuación del exitoso Sign “☮” the Times, también de 1987.  Fue durante la grabación del álbum que nació su alter ego Camille.
Su lanzamiento se dio de manera tardía, ya que según declaró después el artista, sufrió una epifanía espiritual, considerando el álbum demasiado irrespetuoso a Dios y muy oscuro en su temática, por lo que a finales de noviembre, solicitó a su disquera la retirada de las copias ya impresas del trabajo por considerarlo "malvado", generándole millonarias pérdidas a su discográfica, pese a que en ese momento no dio ninguna explicación para tomar esa decisión. 
Para reemplazarlo, Prince grabó en tiempo récord (diciembre de 1987 a enero de 1988) Lovesexy, álbum orientado al pop y góspel, con temática de afirmación religiosa, que fue lanzado en mayo de 1988; para contrastar con la temática de su proyecto cancelado, Prince decidió lanzar una portada blanca, simbolizando una versión más amable de lo que consideraba su anterior trabajo.
Antes de su lanzamiento oficial, el álbum se convirtió en uno de los bootlegs más vendidos de la historia de la música, con más de 250.000 copias vendidas sólo en formato LP, antes de su lanzamiento oficial, 7 años después. Pese a su contenido inédito, el álbum no tuvo buenas ventas por la falta de promoción de Warner y de Prince.

## Historia

### Grabación

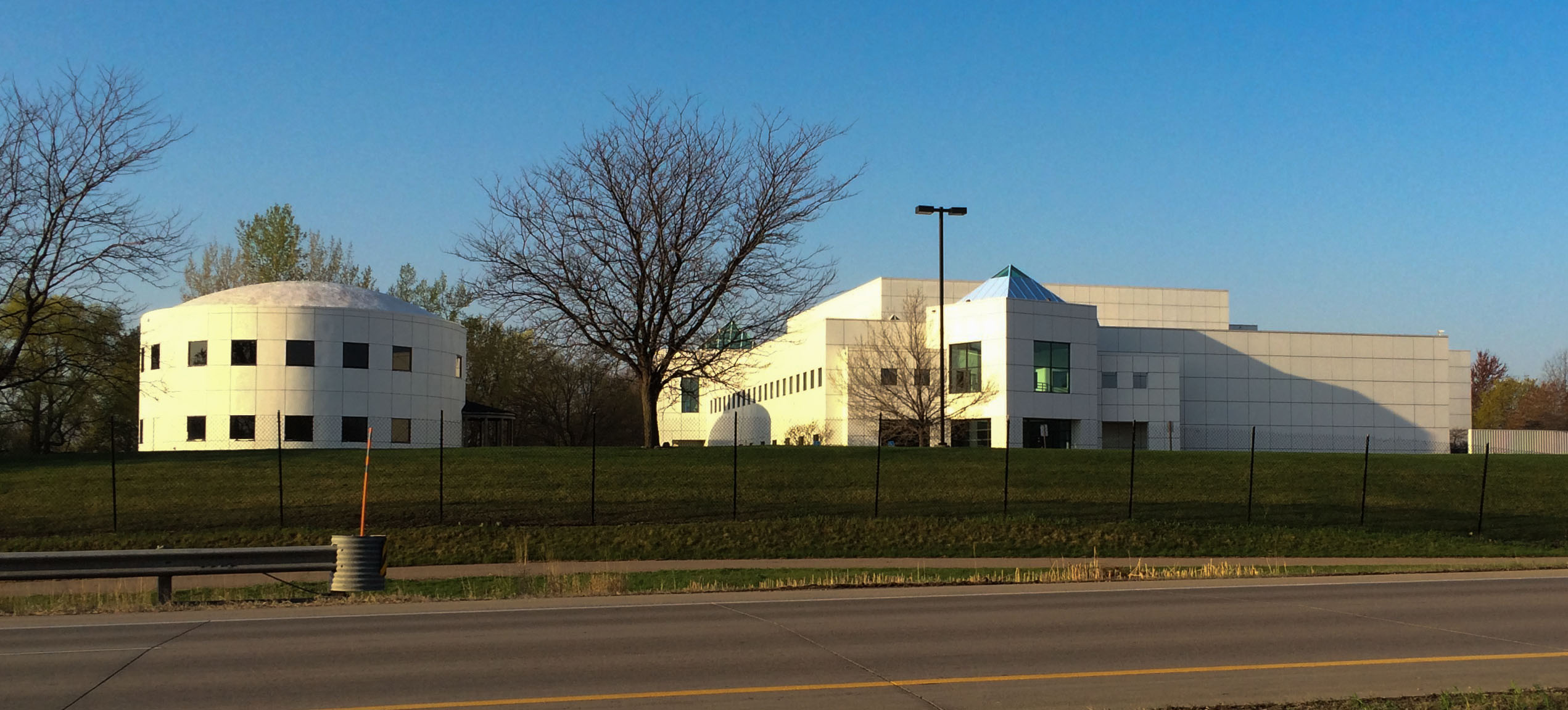
Paisley Park Studios, complejo artístico de Prince, inaugurado en 1987.

Prince grabó el álbum entre septiembre de 1986 a marzo de 1987. La primera canción que grabó fue Superfunkycalifragisexy, que trabajó en su estudio casero de Galpin Blvd Studios, Chanhassen, Minnesota, en septiembre de 1986, y la reeditó en el Washington Avenue Warehouse en Eden Prairie. El 28 de octubre grabó Rockhard in a Funky Place, en el Sunset Sound de Los Ángeles. 
Posteriormente grabó 2 Nigs United 4 West Compton, Bob George y Le Grind, entre el 7 y el 10 de diciembre de 1986, también en Sunset Sound, para la fiesta de cumpleaños de la baterista Sheila E., amiga personal y colaboradora asidua suya, quien cumplió 29 años el 12 de diciembre de 1986. De acuerdo con su ingeniera de sonido, Susan Rogers, Prince no pretendía publicar las canciones en un disco, pero luego del lanzamiento de Sign “☮” the Times, ella y el músico comenzaron a confeccionar la lista del futuro disco. Para inaugurar su estudio de grabación, Paisley Park Studios, que había abierto apenas en marzo de 1987, grabó la canción When 2 R in Love, y las canciones Cindy C." y "Dead on It, en su estudio casero. 

### Lanzamiento promocional

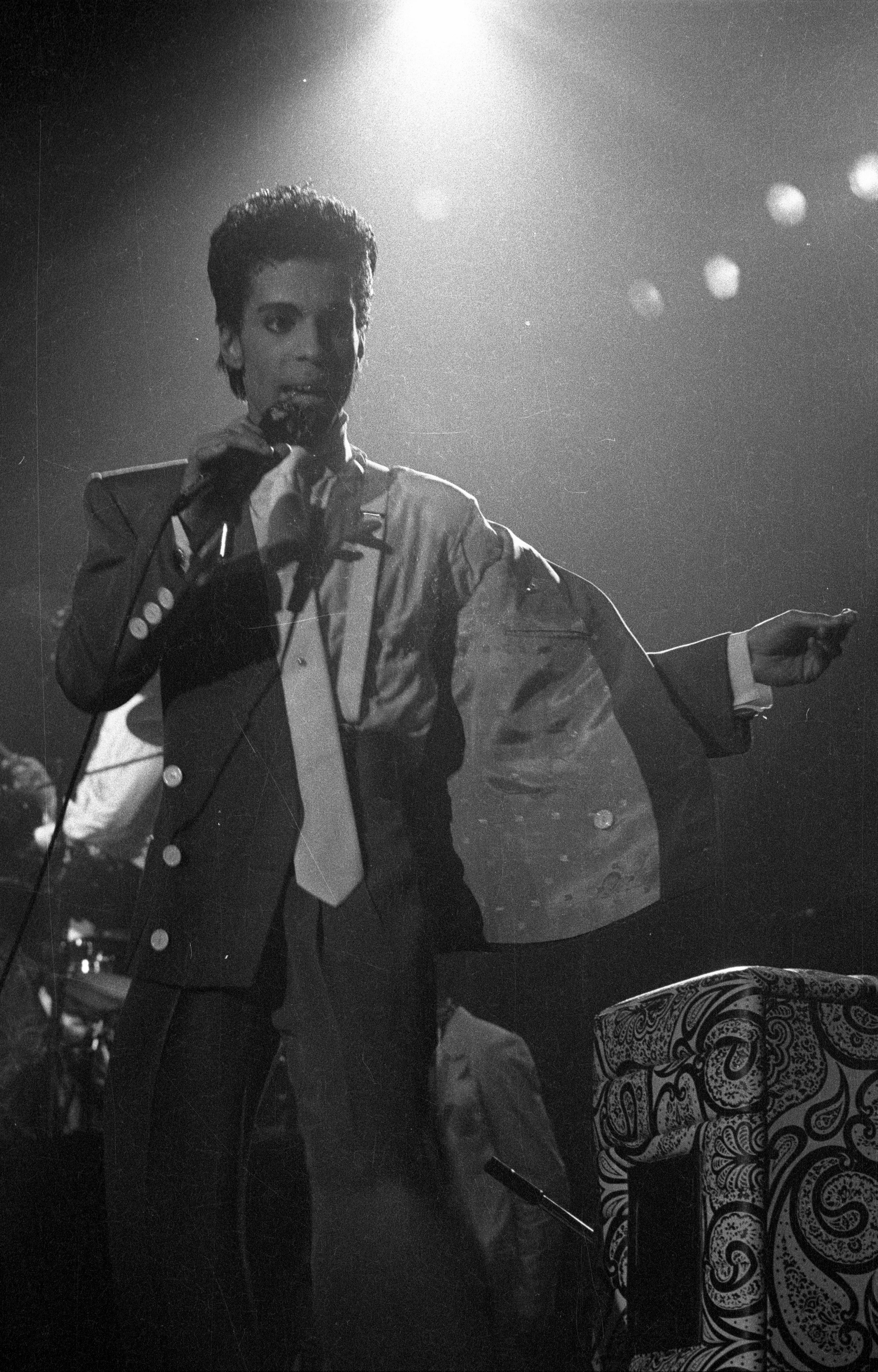
Prince en 1986.

Terminado el álbum, se presentó ante los ejecutivos de Warner en noviembre con su nuevo trabajo musical, que en ese momento no tenía título. Sugirió a los ejecutivos que se lanzara el disco con fundas trasera y delantera completamente negra menos en su catálogo impreso en el lomo de color durazno, y no podía tener su nombre impreso ni ninguna referencia que pudiera relacionarlo con el álbum. Pese a que los ejecutivos se mostraron escépticos, decidieron seguir las instrucciones del artista e imprimieron 500.000 copias, y se programó el lanzamiento para el lunes 7 de diciembre de 1987.

### Retiro
A finales de noviembre, Prince contactó al presidente de su disquera, Mo Ostin, para que cancelara el lanzamiento del álbum sin explicaciones de por medio, quien aceptó la petición sin oponerse. La vicepresidenta de la disquera Marylou Badeaux, confirmó que Prince había presentado una solicitud formal e insistente para la retirada del álbum, y la disquera declaró oficialmente que Prince había prohibido el lanzamiento del álbum sin título. Para reponer las pérdidas causadas a la disquera, según declaró Ostin en 2016, Prince pagó los costos de producción con sus propias regalías.
Las copias impresas tuvieron que ser interceptadas y destruidas, y de acuerdo con sus músicos, se tomaron las precauciones necesarias para evitar que el disco fuera robado, por considerase ya un objeto de colección, y así evitar que se filtrara. A pesar de ello, Prince conservó algunas copias para regalarselas a sus amigos cercanos, y varios ejecutivos de Warner recibieron una copia original para coleccionarla. Se conservaron un total de 100 LPs y 10 CDs originales en todo el mundo, lo que convirtió el disco en una apetecida pieza de colección en el mercado ilegal, comenzando a circular como bootleg a partir de finales de los 80.  
Respecto a la decisión de no lanzar el álbum, sólo hasta la gira promocional de su siguiente álbum, Lovesexy, Prince declaró que durante la grabación del álbum su alterego Camille (Prince con voz aguda), representaba su lado más oscuro, y que estaba poseído por un demonio sexual llamado Spooky Electric, que lo llevó a grabar un disco con alto contenido sexual. Sus colaboradores cercanos como el tecladista Matt Fink han declarado que esa epifanía moralista fue producto del uso descontrolado de ácido, y que el artista despertó de uno de sus viajes asustado y arrepentido de lanzar el álbum, en lo que llamó el Blue Tuesday.

## Lista de canciones
Lado A
1. "Le Grind" – 6:44
2. "Cindy C." – 6:15
3. "Dead on It" – 4:37
4. "When 2 R in Love" – 3:59

Lado B
1. "Bob George" – 5:36
2. "Superfunkycalifragisexy" – 5:55
3. "2 Nigs United 4 West Compton" – 7:01
4. "Rockhard in a Funky Place" – 4:31